# Josef Babánek
Josef Babánek (19. června 1863 Praha-Nové Město – 14. března 1941 Plzeň) byl československý pedagog a politik; meziválečný poslanec Revolučního národního shromáždění za Republikánskou stranu československého venkova.

## Biografie

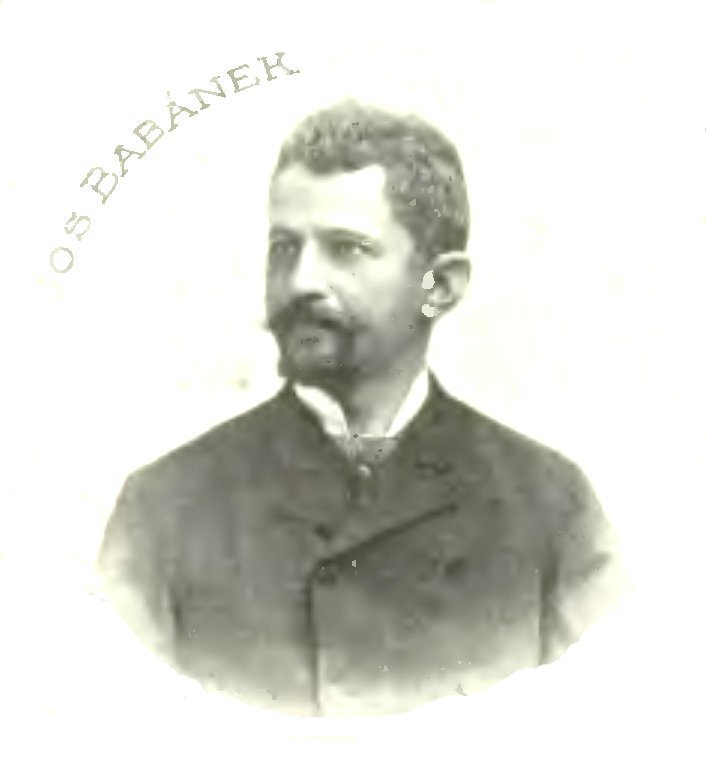
Josef Babánek okolo r. 1899

### Mládí a pedagogická činnost
Narodil se v rodině pražského pekaře Josefa Babánka a jeho manželky Valburgy, rozené Vamberové (1837— 1901). Po smrti manžela se matka Valburga znovu vdala za vdovce Karla Buriana, majitele domu a hostinského. Do manželství přivedla své děti – Josefa Babánka a jeho bratra Gottlieba (1865 — ??).
Vystudoval reálnou školu v Karlíně a vyšší hospodářský a hospodářsko-průmyslový ústav v Táboře. V letech 1881–1886 působil jako hospodářský úředník na panství Ringhofferů (Kamenice, Velké Popovice, Štiřín). V roce 1886 složil zkoušky pro učitele na rolnických školách. Působil pak jako pedagog na hospodářské škole v Chrudimi, v období let 1887–1893 v Novém Bydžově. Následně od roku 1893 až do roku 1919 zastával funkci ředitele zimní hospodářské školy v Rokycanech. Tuto rokycanskou školu koncem 19. století spoluzakládal a počátkem 20. století dosáhl výstavby její nové budovy (dnes Střední odborné učiliště lesnické a zemědělské v ulici Mládežníků).
Byl profesí ředitelem hospodářské školy.
V meziválečném období byl od roku 1919 státním referentem a inspektorem zemědělských škol na Slovensku a Podkarpatské Rusi. Kromě toho působil jako redaktor odborných časopisů a publikoval studie o zemědělských tématech. Byl členem Československé akademie zemědělské.

### Rodina
Dne 29. dubna 1889 se v Táboře oženil s Bohuslavou Červenou (1863 — ??). Manželé Babánkovi měli sedm dětí.

### Politik
V zemských volbách roku 1908 byl za české agrárníky zvolen na Český zemský sněm. Zastupoval kurii venkovských obcí, obvod Rokycany, Blovice.
Angažoval se během událostí v říjnu roku 1918 v Rokycanech. Byl zde předsedou Okresního národního výboru. V letech 1918–1920 zasedal v Revolučním národním shromáždění.